# Cleph
Cleph (of Sleoph) (? - 574) was de opvolger van Alboin als koning van de Longobarden.
Na de moord op Alboin was het de bedoeling dat Helmichis, waarschijnlijk behorend tot de groep die verantwoordelijk was voor de moord op Alboin, de nieuwe koning van de Longobarden zou worden. De Langobardische adel stond zijn opvolging echter in de weg en - samen met de weduwe van Alboin, Rosamunda - vluchtte hij naar het Oost-Romeinse Rijk. Door de Langobardische hertogen werd Cleph vervolgens tot koning gewijd. Onder zijn bewind werd de Romeinse elite of onteigend of verdreven. Het Langobardische recht werd bindend in Italië.
Zijn regering werd verder gekarakteriseerd door grote wreedheid en in 574 werd Cleph vermoord door een slaaf. Gedurende de tien jaren na zijn dood werd er geen koning aangesteld over de Longobarden: de machtige Langobardische hertogen bleven liever zelf de baas. Na dit interregnum kwam Clephs zoon Authari aan de macht.